# Heliconius eurydades
Heliconius eurydades är en fjärilsart som beskrevs av Riffarth 1900. Heliconius eurydades ingår i släktet Heliconius och familjen praktfjärilar. Inga underarter finns listade i Catalogue of Life.